# Clic de la muerte

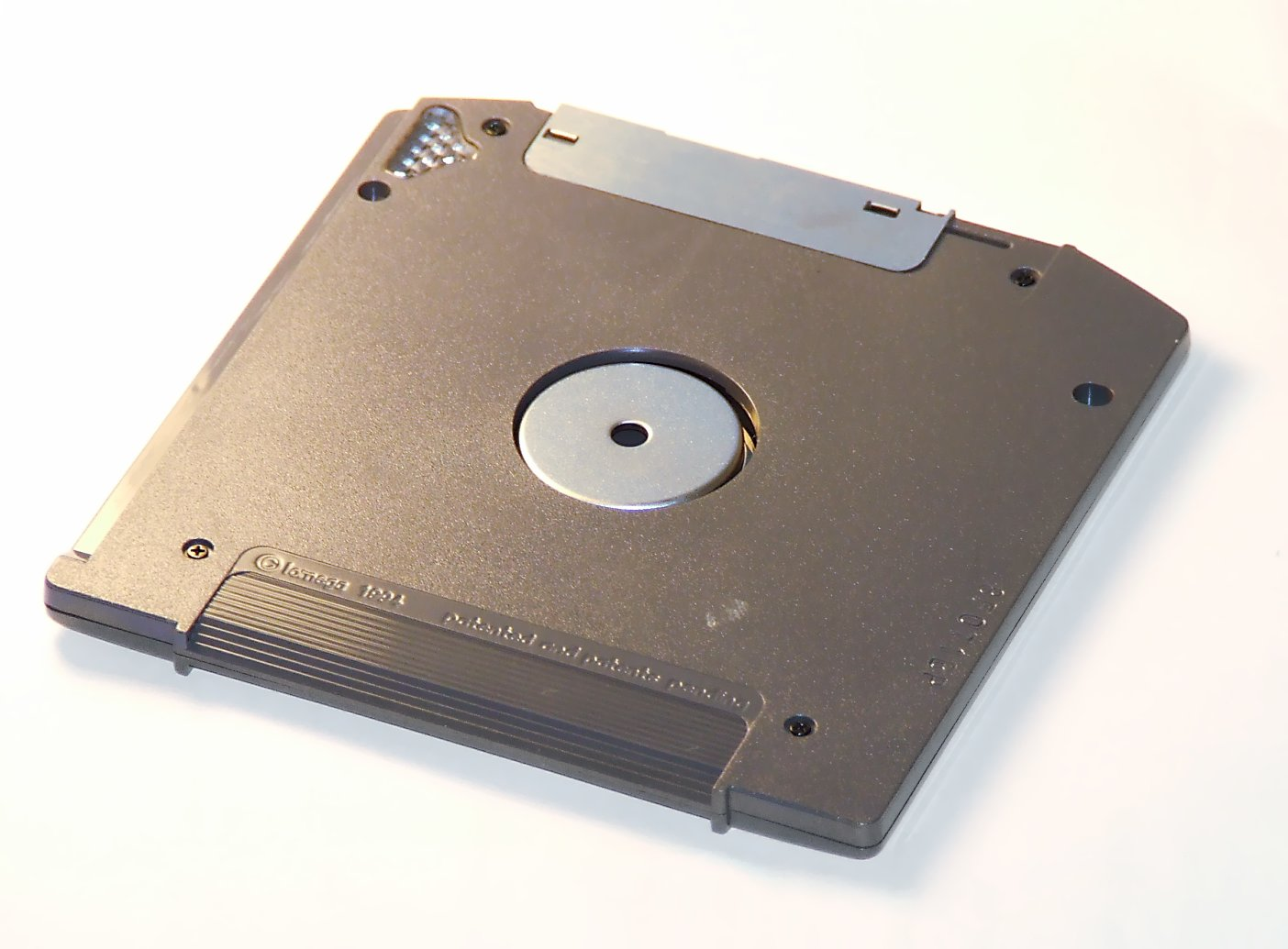
Un disco estándar ZIP100

El Clic de la muerte (Click of death) es un término que se hizo común a finales de la década de 1990 y se refiere al sonido de clic en los sistemas de almacenamiento en disco que indica que una unidad de disco ha fallado, a menudo catastróficamente.
El sonido de clic surge del movimiento inesperado del cabezal de lectura-escritura del disco. En el inicio, y durante el uso, el cabezal del disco debe moverse correctamente y poder confirmar que está realizando un seguimiento correcto de los datos en el disco. Si el cabezal no se mueve como se esperaba o al moverse no puede rastrear la superficie del disco correctamente, el controlador del disco puede intentar recuperarse del error devolviendo el cabezal a su posición inicial e intentarlo de nuevo, a veces causando un "clic" audible.  En algunos dispositivos, el proceso se vuelve a intentar automáticamente, lo que provoca un sonido de clic repetido o rítmico, a veces acompañado por el zumbido de la placa de la unidad. 

## Origen del término
La frase "clic de la muerte" se originó para describir un modo de falla de las unidades ZIP de Iomega , que apareció en medios impresos desde el 30 de enero de 1998.  En su podcast del 18 de septiembre de 2008, el periodista de Mac Tim Robertson afirmó haber acuñado la frase a principios de los años noventa.  Luego, la frase se aplicó a otras unidades que mostraban un sonido de clic inusual similar generalmente asociado con una falla.

## Unidades Iomega Zip
Las unidades Iomega Zip eran propensas a desarrollar cabezales desalineados.  El polvo dentro de los discos Zip o los cabezales sucios causados por la acumulación de óxido podrían desalinear los cabezales, pero en los dispositivos más nuevos se debió a un mal control de calidad y defectos de fabricación en la unidad.  Los campos magnéticos también pueden hacer que los cabezales de la unidad se desalineen, ya que las unidades no están protegidas internamente de los campos magnéticos externos.  Los cabezales causaron que los datos en el cartucho se desalinearan, haciéndolo ilegible.  Los cartuchos Zip también se desgastaron, crecieron en defectos o perdieron las cuatro "pistas Z".  Si las cuatro "pistas Z" redundantes se perdieron, el cartucho quedaría inutilizable, ya que los minoristas no pueden formatear los discos a bajo nivel. 
Con una unidad o un cartucho que no funcionaba correctamente, los cabezales de la unidad intentaron leer el disco Zip, pero no pudieron encontrar una buena pista Z o golpearon un punto malo durante una operación de lectura. Como parte del programa de reintentos de la unidad, el controlador rápidamente volvería a colocar el brazo del cabezal en la unidad y volvería a salir, produciendo un número específico de "clics". Esto sucede cada vez que falla una solicitud de datos: la unidad estaciona los cabezales para calibrarlos y, presumiblemente, limpiarlos. El estacionamiento y el relanzamiento continuaron hasta que se leyeron los datos o se alcanzó un número determinado de intentos. 
La unidad Zip tenía un actuador lineal revolucionario y de muy bajo costo para mover el cabezal de lectura/escritura hacia adelante y hacia atrás en el medio de disco Zip. Este actuador se desliza hacia adelante y hacia atrás en una sola varilla de acero delgada utilizando dos cojinetes de manguito.  En el uso normal del variador, el actuador estaba bajo el control de servo del variador. Si la unidad sufría una interrupción de energía, las cabezas de lectura/escritura vuelve a su posición inicial.  Esto fue para evitar daños por los cabezales al medio. Cuando se quita el actuador de esta manera, su recorrido se detiene abruptamente.  Esta detención violenta del actuador podría dañar el frágil sistema de suspensión del cabezal de lectura/escritura.  Para protegerse de este daño, los diseñadores de unidades colocaron una pequeña arandela de espuma de forma toroidal en el extremo del acero delgado que lleva el actuador. Un esfuerzo de reducción de costos dentro de la fabricación de Iomega decidió que para reducir costos, eliminarían esta parte. Las unidades Zip que siguieron durante un período de varios meses mostraron el clic de la muerte. Esta omisión fue descubierta por los diseñadores originales de la unidad, y tras eso se puso de vuelta, dejando de presentar casos de click de la muerte en esos diseños revisados.     
En casos raros, un cartucho Zip con daños en el borde del disco podría arrancar las cabezas de una unidad Zip. Los discos dañados podrían dañar los cabezales de cualquier otra unidad en la que se hayan utilizado.  Una unidad anteriormente buena haría clic como si se hubiera insertado un cartucho mal escrito. Las unidades de repuesto tenían una advertencia sobre cartuchos ZIP dañados en una etiqueta despegable e instrucciones de inspección visual rápida. 
Una garantía de por vida para el cartucho de 100 MB era engañosa en cuanto a la vida útil real del cartucho, y los productos futuros como los 250 MB ofrecen una garantía de 5 años o menos por parte de Iomega. 
Iomega recibió miles de quejas sobre el clic de la muerte. Iomega declaró que menos de 1 de cada 200 propietarios de unidades Jaz y Zip se vieron afectados por el clic de la muerte.  Iomega a menudo afirmó que los problemas se debían al uso de medios de terceros (funcionalmente idénticos). Una demanda colectiva (Rinaldi v. Iomega Corp., 41 UCC Rep.  Serv. 2d 1143) se presentó contra ellos por violación de la Ley de Fraude al Consumidor de Delaware en septiembre de 1998. El caso se resolvió en marzo de 2001, lo que resultó en que los propietarios de Zip drive obtuvieran un reembolso para la compra futura de un producto Iomega.

## Discos Duros
En una unidad de disco duro , el clic de la muerte se refiere a un fenómeno similar; el accionador principal puede hacer clic o golpear cuando el variador cuando intenta recuperarse repetidamente de uno o más errores. Estos sonidos se pueden escuchar a medida que los cabezales se cargan o descargan, o pueden ser los sonidos del actuador al detenerse, o ambos. El clic de la muerte puede indicar que el disco duro ha sufrido daños físicos por mal manejo.